# La Paz (departement)
 For alternative betydninger, se La Paz (flertydig). (Se også artikler, som begynder med La Paz)
La Paz er et departement i det vestlige Bolivia. Departementet har et areal på 113.985 km² og har en befolkning på 2.706.359 indbyggere (2012). Titicacasøen strækker sig fra den vestlige del af departementet La Paz og over grænsen til Peru.
Departementet omfatter dele af Bolivias højland Altiplano med bjergområderne Cordillera Real og omfatter også dele af Yungasområdet bestående af bjergsiderne fra Andesbjergene ned mod lavlandet og Amazonbassinet. Benifloden har sit udspring i departementet.
Departementets administrative centrum er byen La Paz.

## Provinser i departementet La Paz
La Paz er inddelt i 20 provinser (provincias):
| Provins               | Hovedstad              | Kort over provinsene i La Paz |
| --------------------- | ---------------------- | ----------------------------- |
| Abel Iturralde        | Ixiamas                | Kort over provinsene i La Paz |
| Aroma                 | Sica Sica              | Kort over provinsene i La Paz |
| Bautista Saavedra     | Charazani              | Kort over provinsene i La Paz |
| Caranavi              | Caranavi               | Kort over provinsene i La Paz |
| Eliodoro Camacho      | Puerto Acosta          | Kort over provinsene i La Paz |
| Franz Tamayo          | Apolo                  | Kort over provinsene i La Paz |
| Gualberto Villarroel  | San Pedro de Curahuara | Kort over provinsene i La Paz |
| Ingavi                | Viacha                 | Kort over provinsene i La Paz |
| Inquisivi             | Inquisivi              | Kort over provinsene i La Paz |
| José Manuel Pando     | Santiago de Machaca    | Kort over provinsene i La Paz |
| José Ramón Loayza     | Luribay                | Kort over provinsene i La Paz |
| Larecaja              | Sorata                 | Kort over provinsene i La Paz |
| Los Andes             | Pucarani               | Kort over provinsene i La Paz |
| Manco Kapac           | Copacabana             | Kort over provinsene i La Paz |
| Muñecas               | Chuma                  | Kort over provinsene i La Paz |
| Nor Yungas            | Coroico                | Kort over provinsene i La Paz |
| Omasuyos              | Achacachi              | Kort over provinsene i La Paz |
| Pacajes               | Coro Coro              | Kort over provinsene i La Paz |
| Pedro Domingo Murillo | Palca                  | Kort over provinsene i La Paz |
| Sud Yungas            | Chulumani              | Kort over provinsene i La Paz |

## Sprog
De mest talte sprog i departementet er spansk, aymara, quechua og guaraní. Tabellen angiver antallet af personer, der taler de forskellige sprog.
| Sprog                 | Departement | Bolivia   |
| --------------------- | ----------- | --------- |
| Quechua               | 158,260     | 2,281,198 |
| Aymara                | 1,181,593   | 1,525,321 |
| Guaraní               | 1,526       | 62,575    |
| Andre oprindelige     | 4,446       | 49,432    |
| Spansk                | 1,973,708   | 6,821,626 |
| Udenlandsk            | 70,448      | 250,754   |
| Kun oprindelige sprog | 257,242     | 960,491   |
| Oprindeligt og spansk | 1,027,999   | 2,739,407 |
| Spansk og udenlandsk  | 946,650     | 4,115,751 |

## Eksterne links
- Wikimedia Commons har flere filer relateret til La Paz (departement)
- Information om La Paz departementet

15°00′S 68°21′V / 15°S 68.35°V